# Maurice Tillotson
Maurice Tillotson, est un footballeur puis entraîneur néo-zélandais, né le 20 janvier 1944 à Portsmouth au Royaume-Uni. Il évolue au poste de défenseur droit ou de milieu de terrain du début des années 1960 à la fin des années 1970.
Passé professionnel à Huddersfield Town, il évolue à Stockport County et Royal Antwerp FC avant de rejoindre la Nouvelle-Zélande. Il joue alors à Gisborne City AFC puis au Stop Out AFC où il devient entraîneur. Il compte quinze sélections pour un but inscrit en équipe de Nouvelle-Zélande et remporte la Coupe d'Océanie 1973.
Comme entraîneur, il dirige notamment Stop Out AFC, Manurewa AFC avec qui il gagne le championnat de Nouvelle-Zélande en 1983 et la Coupe de Nouvelle-Zélande en 1984, puis les féminines de Lynn-Avon United et de la Nouvelle-Zélande.

## Biographie

### Joueur
Maurice Tillotson commence le football à Silsden et rejoint à l'âge de quinze ans le club d'Huddersfield Town en tant qu'amateur puis intègre l'équipe des moins des 19 ans. Sélectionné dans l'équipe de West Riding of Yorkshire, il est convoqué pour un essai en équipe d'Angleterre juniors mais n'est finalement pas retenu dans la sélection. Cet essai lui vaut, en 1962, de signer son premier contrat professionnel avec le club. Il ne dispute cependant pas de rencontres en équipe première et, il est libéré de son contrat en 1964.
Il reçoit alors une offre du club canadien du Toronto Italia (en) pour disputer la saison estivale de la Eastern Canadian Professional Soccer League qui se déroule de mai à septembre. Il termine avec son club deuxième de ce championnat disputé à cinq équipes puis, en septembre, retourne en Angleterre.
Ray Wood, l'ancien gardien de but de Manchester United et d'Huddersfield Town, le recommande alors aux dirigeants du Stockport County qui lui propose un contrat. Il s'engage avec le club, qui évolue en quatrième division,. Il fait ses débuts en club, le 29 octobre 1964, lors d'une rencontre à l'extérieur disputée face à Notts County FC. Blessé aux ligaments de la cheville lors de la rencontre, il reste cependant sur le terrain, les remplacements n'étant pas autorisés à cette période, et doit passer ensuite trois mois à se soigner. Il dispute seize rencontres avec le club qui termine à la vingt-quatrième et dernière place de la division 4. Approché par Toronto Italia pour disputer à nouveau la saison estivale avec le club canadien, il reste finalement au club pour préparer la saison suivante. Titulaire en début de saison, il perd sa place en cours de championnat et dispute moins de rencontres. Désirant évoluer en Europe, le directeur général du club, l'ancien gardien Bert Trautmann le met en contact avec les dirigeants du Royal Antwerp FC qui lui font passer un essai face au Royal Charleroi SC, le 24 avril 1966, puis lui proposent un contrat pour la saison suivante,.
Maurice Tillotson s'impose comme titulaire sur le flanc droit de la défense du club belge en fin de saison 1966-1967 que l'équipe termine à la cinquième place. L'année suivante, il dispute ses deux seules rencontres de Coupe européenne face au Göztepe Izmir en Coupe des villes de foires. En championnat, le club termine avant-dernier et se retrouve relégué en Division 2. Après une saison terminée à la douzième place, le club remonte, en fin de saison 1970, en terminant deuxième du championnat à égalité de point avec le champion, le KFC Diest. Il quitte alors le club et retourne en Angleterre.
Après six mois sans club, il s'engage en janvier 1971 avec le club néo-zélandais du Gisborne City AFC. Cinquième au terme de la saison avec son club, il est appelé dans la sélection des Central Districts pour disputer une rencontre amicale contre le pays de Galles. Lors de sa seconde saison, terminée également à la cinquième place, il est appelé pour la première fois en sélection néo-zélandaise pour la tournée disputée en Asie et Océanie. Le sélectionneur Barrie Truman le titularise pour la première rencontre de la tournée, disputée le 17 septembre 1972 face à la Nouvelle-Calédonie. Les Néo-Zélandais s'imposent sur le score de quatre buts à un.  Pour sa cinquième sélection, toujours contre les Néo-Calédoniens, il inscrit le seul but des « Kiwis » qui s'inclinent sur le score de trois buts à un. En 1973, il termine avec son club à la quatrième place et est élu, au terme de la saison, meilleur joueur du championnat. Avec la sélection, il dispute la première Coupe d'Océanie. Les « Kiwis » remporte le trophée en s'imposant deux buts à zéro sur Tahiti. La sélection dispute ensuite les éliminatoires de la Coupe du monde 1974, elle termine quatrième et dernière de son groupe et ne se qualifie pas pour le tournoi final.

### Entraîneur
Maurice Tillotson est recruté en 1974 par Stop Out AFC pour occuper le poste d'entraîneur-joueur. Quatrième du championnat, il dispute lors de cette saison ces dernières rencontres sous le maillot de l'équipe nationale au cours d'une tournée en Chine. Avec le Stop Out AFC, il connaît sa meilleure saison en 1977 en terminant vice-champion à un point de North Shore United. Il quitte le club en fin de saison  1979 terminée à la neuvième place.
Éphémère entraîneur de Blockhouse Bay en 1981, il est démis de ses fonctions au bout de neuf journées, il devient en 1982 entraîneur du Manurewa AFC. Sous ses ordres, le club remporte le championnat en 1983 et il est élu meilleur entraîneur de la région d'Auckland. La saison suivante, le club remporte la Coupe de Nouvelle-Zélande ainsi que le Challenge Trophy et, il quitte le club sur ce succès.
Il devient par la suite entraîneur du club féminin du Avondale United en 1995, renommé l'année suivante en Lynn-Avon United. À la même période, il est nommé sélectionneur de l'équipe de Nouvelle-Zélande féminine. Avec le club, il remporte à trois reprises le championnat d'Auckland de 1995 à 1997 ainsi que la Coupe de Nouvelle-Zélande en 1996 et, avec la sélection, il est finaliste de la Coupe d'Océanie 1995 et 1998.
Maurice Tillotson est recruté en 2000 par la Fédération des îles Cook de football pour prendre en charge l'ensemble des équipes masculines et féminines des îles et pour développer le football sur l'île. En 2005, il fait partie des sept entraîneurs choisis par la Fédération de Nouvelle-Zélande de football pour développer et améliorer le football sur l'île. Il retrouve les terrains en 2011, en tant que sélectionneur des îles Cook, pour les Jeux du Pacifique 2011,.

## Palmarès
En tant que joueur, Maurice Tillotson termine vice-champion de Belgique de deuxième division en 1970 avec le Royal Antwerp FC. En Nouvelle-Zélande, il est élu joueur de l'année en 1973. Avec la sélection néo-zélandaise, il compte quinze sélections pour un but inscrit et remporte la Coupe d'Océanie 1973.
Comme entraîneur-joueur, il termine vice-champion en 1977 avec Stop Out AFC puis, en tant qu'entraîneur à temps complet, il remporte, avec Manurewa AFC, le championnat en 1983 et, en 1984, la Coupe de Nouvelle-Zélande et le Challenge Trophy.
Avec l'équipe de Nouvelle-Zélande féminine, il est finaliste de la Coupe d'Océanie 1995 et 1998 et, avec Lynn-Avon United remporte à trois reprises le championnat d'Auckland de 1995 à 1997 ainsi que la Coupe de Nouvelle-Zélande en 1996.